# 潛水鐘
潛水鐘（英語：diving bell）是一種可沉入水中的艙室，用於運送潛水員往返水面及水底，常被作為水中作業的器具。潛水鐘通常由纜索聯繫，並吊掛在支撐支架上，由絞車吊放入水中，或從水中吊起回收，因為通常沒有自主操控方向的能力，所以需要由配套的起重機及絞車移動。潛水鐘可分為開放式和封閉式兩大類，前者的底部開放，而後者則密封。

## 類型

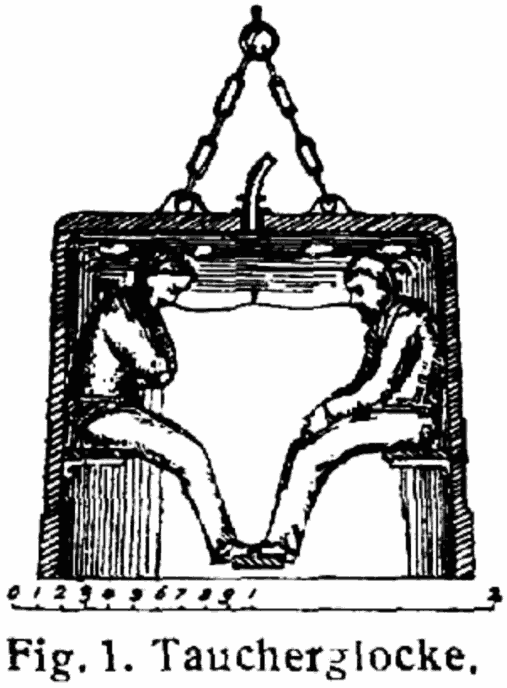
早期的開放式潛水鐘設計
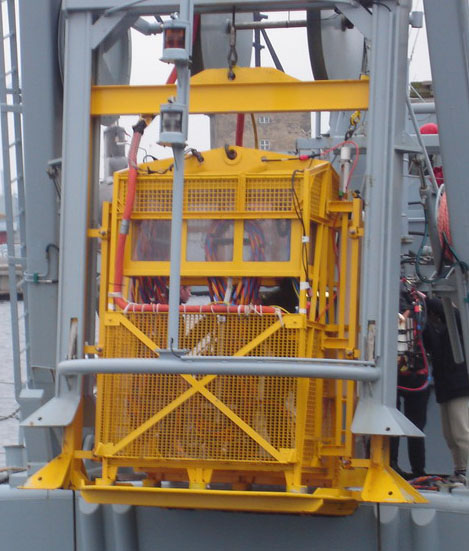
現代的開放式潛水鐘
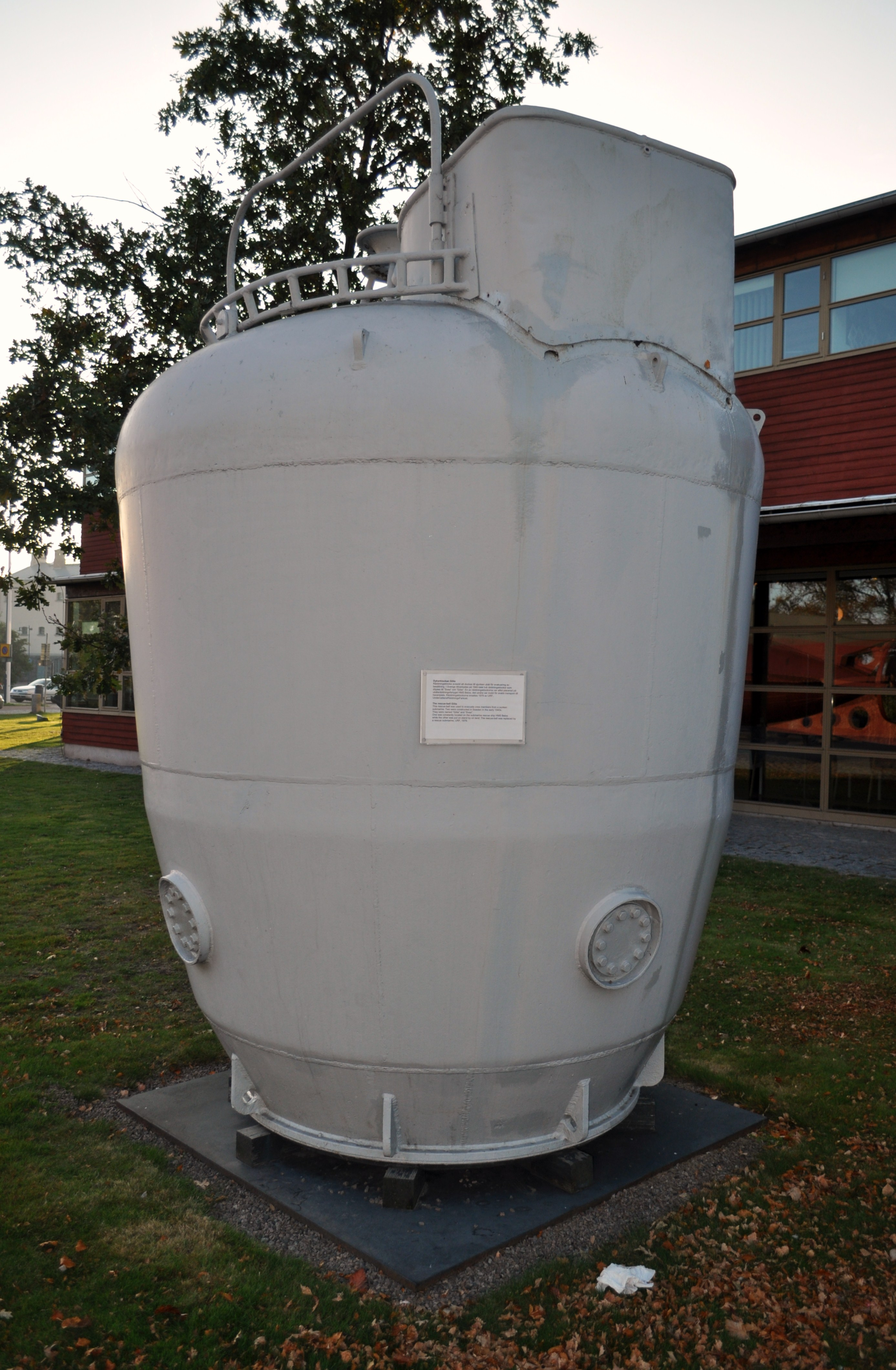
水中救援用的密閉式潛水鐘
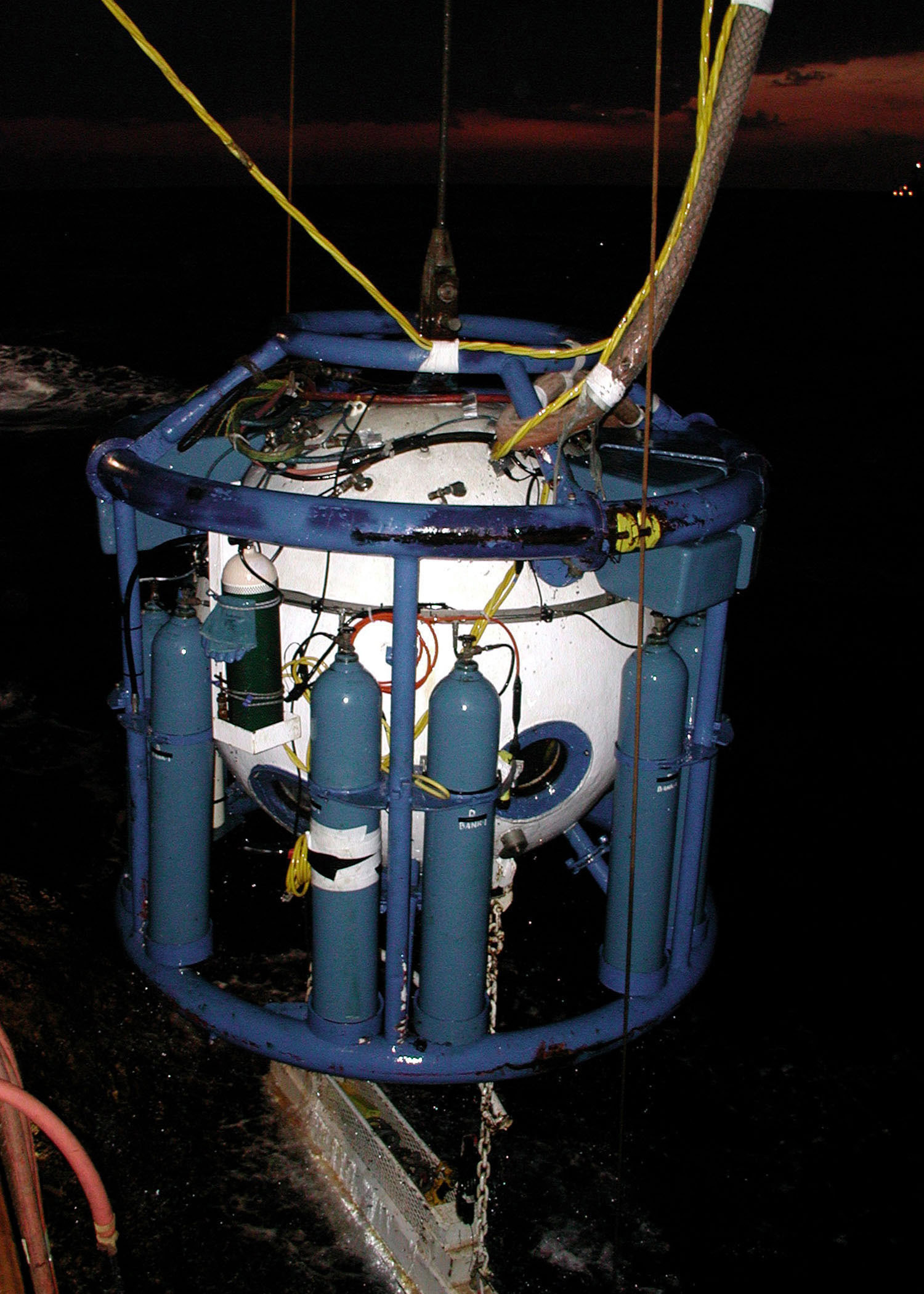
現代的密閉式潛水鐘

### 開放式
潛水鐘是人類最早期的水下探索設備之一，在十六世紀已開始應用，當時的潛水鐘如同將一個沒有上蓋的大木桶倒置，底部開放，頂部則有一條索鍊連接在水面上的絞車，潛水員可站在或坐在木桶內，木桶利用本身的重量沉入水中，因為木桶內存有空氣，潛水員可以在水中往返木桶換氣，潛水員這樣便不用經常為換氣而浮出水面，可增加在水中逗留的深度和時間，然而潛水鐘內的空氣始終有限，仍然需要定時吊出水面進行換氣。隨著金屬工藝的成熟，潛水鐘後來改為由金屬製造。最早出現的開放式潛水鐘結構簡單，但缺點是潛水鐘內的空氣會隨著水深增加而被壓縮，受制於人體呼吸系統可承受的氣壓，這種潛水鐘不能用於深海，不過現代的潛水員大多佩戴水肺，開放式潛水鐘仍然可作為快速運送潛水員下潛的器具，由於上浮過快會引發潛水夫病，因此開放式潛水鐘需要配合加壓艙使用。

### 密閉式
由於開放式潛水鐘不適合深水應用，深度在水面下90米便不適合使用，因此出現密閉式潛水鐘，這種潛水鐘的屬於壓力容器，密閉的殼體將海水隔絕，並可承受外部的水壓。這種潛水鐘的底部設有艙蓋供潛水員進出。由於這種內部的空氣會產生較大的浮力，故此或需要配置壓載物使其能夠沉入水中，在需要緊急上浮時，可拋棄壓載物減輕重量，進行緊急上浮。

## 外部鏈接
维基共享资源上的相關多媒體資源：潛水鐘